# Greyfriars Kirk
Greyfriars Kirk (także: Greyfriars Tolbooth i Highland Kirk) – kościół parafialny należący do Kościoła Szkocji, na Starym Mieście w Edynburgu w Szkocji. 
Greyfriars Kirk był pierwszym kościołem zbudowanym w Edynburgu po wprowadzeniu reformacji w 1560 r. i został zbudowany na ziemi przyznanej przez królową Marię Stuart, wcześniej należącej do zakonu franciszkanów (stąd nazwa Greyfriars=franciszkański). Budowę rozpoczęto w 1602 r., wykorzystując kamień uzyskany z dawnego klasztoru dominikanów a budowę kościoła ukończono w Boże Narodzenie 1620 r. W 1845 r. pożar zniszczył znaczną część starszej części kościoła i poważnie uszkodził nową część. Przebudowa trwała do 1857 r. i obejmowała montaż witraży w oknach (był to wówczas pierwszy w Szkocji kościół protestancki z witrażami). Dopiero po gruntownej renowacji w latach 1931–1938 nowsza i starsza część Greyfriars Kirk zostały połączone nowym dachem z sekwoi kalifornijskiej.
Greyfriars zajmuje ważne miejsce w szkockiej historii. W 1638 r. podpisano tutaj National Covenant, wywołując konflikt religijny, trwający niemal pół wieku. Kościół otacza cmentarz (Greyfriars Kirkyard), na którym znajduje się wiele zabytkowych nagrobków. Za bramą cmentarną, niedaleko od kościoła wznosi się płyta granitowa, upamiętniająca miejsce pochówku niezwykłego psa, zwanego Greyfriars Bobby, który na tym cmentarzu przez kilka lat czuwał przy grobie zmarłego pana, stając się symbolem prawdziwej wierności i oddania.